# Колледж Святого Кевина (Лиснаскея)
Ко́лледж Свято́го Ке́вина (англ. St Kevin's College) — римско-католическая средняя школа совместного обучения. Колледж расположен в посёлке Лиснаскея, в графстве Фермана, Северная Ирландия. Колледж был образован в июле 2017 года в результате слияния двух школ — колледжа святого Юджина и средней школы святого Комгалла.
Новая школа была открыта на базе Колледжа Святого Комгалла. Школа была официально открыта в январе 2017 года, и на мероприятии присутствовали специальные гости, такие как Джозеф МакГиннесс и руководитель Демократической юнионистской партии, первый министр Северной Ирландии, Арлин Фостер.
Это слияние объединило 2 средние школы с самыми высокими результатами выпускников в Ирландии, получивших аттестаты с отличием по всем предметам, включая английский язык и математику.
Колледж Святого Кевина в первый год своей работы в 2018 году занял 2-е место среди средних школ с самыми высокими показателями в Ирландии. Тогда 86 % учеников 12-го класса получили аттестаты с отличием, в том числе по английскому языку и математике. В 2019 году Колледж Святого Кевина был самой результативной средней школой в Ирландии, где 90% учеников получили аттестаты с отличием. Перед началом 2021 учебного года колледж посещали 690 учащихся.

## История
В марте 2010 года Комиссия по католическому образованию Северной Ирландии опубликовала отчет, в котором были изложены планы по объединению колледжей Святого Юджина, Россли и средней школы Святого Эйдана (Деррилин) в один колледж на месте колледжа Святого Комгалла в Лиснаскеа.
Решение Совета по обслуживанию католических школ (CCMS) об объединении школ было одобрено тогдашним министром образования Джоном О'Даудом.
Это слияние произошло в 2017 году, при этом школа Святого Эйдана осталась открытой, а школы Святого Комгалла и Юджина в июле 2017 года закрыли свои двери. В 2017 году на месте школы Святого Комгалла в Лиснаскеа открылся колледж Святого Кевина. Г-н Гэри Келли продолжил работу в качестве директора, однако у него появился новый заместитель — миссис Макдональд.

### Колледж Святого Юджина
Колледж Святого Юджина (ирл. Coláiste Naomh Eoghan) был средней школой в Рослеа (графство Фермана, Северная Ирландия). Это была волонтёрская школа совместного обучения, которая находилась в ведении Западного Совета по образованию и библиотекам. Школа была открыта в 1968 году и закрыта в 2017 году.

### Средняя школа Святого Комгалла
Средняя школа Святого Комгалла была римско-католической школой совместного обучения, предоставлявшая среднее образование ученикам в возрасте от 12 до 18 лет. Школа была расположена за пределами Лиснаскеа. Колледж открылся в сентябре 1970 года.
Колледж был назван в честь Святого Комгалла, раннего ирландского святого, жившего на берегу озера Лох-Эрн. Большинство студентов были из Лиснаскеа, Магуайресбриджа, Ньютаунбатлера, Нокса и Донаха. Последним директором колледжа был Гэри Келли, а последним заместителем директора — Брайан Армитаж.
Колледж Святого Комгалла закрылся в июле 2017 года.

## Герб
Новый школьный герб был представлен в начале января 2018 года. Колледжу нужен был герб, объединяющий школы Святого Комгалла и Святого Юджина.
Изображённые на гербе фигуры символизируют:
- Крест — занимает центральное место в образовании, а три кольца символизируют дом, работу и образование.
- Церковь — символизирует веру.
- Кольцо рва, которое присутствует на гербе, находится в четверти мили от школы и символизирует клан Магуайров из Ферманага.
- Река представляет реку Финн, которая протекает между Лиснаскеа и Рослеа.
- Рыба олицетворяет мудрость.
- Книга с растущим из неё деревом представляет дерево знаний.
- Цвета представляют обе школы: синий цвет — школы Святого Комгалла и бордовый цвет — школы Святого Юджина.

Герб с девизом «Believe — Achieve — Succeed» (рус. Верить, достигать, добиваться успеха) вдохновляет учеников на то, что они могут стать теми, кем хотят.